# 路克·紐伯瑞
路克·紐伯瑞（Luke Newberry，1990年2月19日—），英國男演員，成名作為2013年BBC第三台電視劇《復生》的主角吉倫·沃克（Kieren Walker）。

## 戲劇生涯
紐伯瑞七歲時與經紀人簽約，展開演藝生涯。十一歲時，他在音樂劇《祕密花園》中演出主要角色柯林（Colin Craven）。2002年，他在ITV電視節目《不列顛神童》（Britain's Brilliant Prodigies）中被選為最佳音樂劇少年歌手，並參演海倫娜·寶漢·卡特主演的電影《我的心》。
2010年，紐伯瑞被選為泰迪·路平（Teddy Lupin）的扮演者，演出《哈利波特－死神的聖物2》，不過上映的正片中他的戲份被剪光。2012年，他在BBC第一台迷你影集《新世紀福爾摩斯》第二季第一集〈貝爾戈維亞醜聞〉中飾演讓觀眾驚鴻一瞥的年輕警員。除了電視與電影，他亦參演不少舞臺劇，比如2012年於皇家國立劇場飾演希臘悲劇《安提戈涅》中的海蒙（Haemon）一角。
2013年，紐伯瑞領銜主演BBC第三台奇幻迷你影集 《復生》。次年他以該劇第一季演出提名英國學術電視獎（BAFTA）最佳男主角，該劇第二季亦於同年播出。

## 私生活
紐伯瑞生於英格蘭德文郡埃克塞特，曾就讀於埃克塞特學院。他在該校修讀英國文學，並在學校製作的話劇《哈姆雷特》中扮演主角。十八歲時，他進入布里斯托老維克戲劇學校攻讀戲劇，並在2011年獲得學士學位。
他的兩個姊姊都是舞者。

## 演出作品

### 電影與電視劇
- Alone（1997） ... Jason
- Thin Ice（2000） ... Charlie
- 我的心（The Heart of Me，2002） ... Anthony
- 我的老爸是首相（My Dad's the Prime Minister，2003-2004） ...  Lighthouse
- Doctors（2007） ... Luke Brown
- It's Better Now（2008）... Tom
- 哈利波特－死神的聖物2（Harry Potter and the Deathly Hallows – Part 2，2011） ... 泰迪·路平 （被刪剪）
- 新世紀福爾摩斯第二季第一集貝爾戈維亞醜聞（Sherlock，2012） ... 年輕警員
- All Men's Dead （All Men's Dead，2012）... William
- 8 minutes idle（8 minutes idle，2012）... Jonno
- Eradicate（Eradicate，2012） ... Youngest Son
- 安娜·卡列尼娜（Anna Karenina，2012） ... Vasily Lukich
- 唱快人生 （Quartet，2012） ...西蒙 Simon
- 復生 （In the Flesh，2013–Present） ... Kieren Walker
- 科學怪軍團（Frankenstein's Army，2013） ... 沙夏
- 三世驚情（Lightfields，2013） ... 哈利
- 比格斯夫人（Mrs Biggs，2013） ... 戈登
- 鋼鐵力士 （Hercules: The Legend Begins，2014）

### 舞台劇
- 羅特列克 （Lautrec，2000，沙夫茨伯里劇院、皇家普利茅斯劇院)
- 祕密花園（The Secret Garden，2001，RSC）
- 飛天萬能車 (Chitty Chitty Bang Bang，2002，倫敦守護神劇場）
- 小氣財神（Scrooge，2003，皇家普利茅斯劇院）
- God Save The Teen（2006，國立青年劇院）
- The Aliens（2011，特拉法加工作室Trafalgar Studios）
- Finer Noble Gases（2012，皇家乾草市場劇院）
- 安提戈涅（Antigone，2012，皇家國立劇場）
- A Little Hotel on the Side（2013，皇家巴斯劇院）

### 廣播劇
- The Greengage Summer （1998，BBC廣播四台）
- Jennings and Darbyshire（2003，BBC廣播四台）
- The Papers of AJ Wentworth （2005，BBC廣播四台）
- Do You Like Banana Comrades? （2011，BBC廣播四台）

## 外部連結
- Luke Newberry在互联网电影资料库（IMDb）上的資料（英文）（英文）
- 路克·紐伯瑞的X（前Twitter）（英文）
- CV at Spotlight casting database （页面存档备份，存于）（英文）
- 路克·紐伯瑞的Instagram帳戶（英文）
- 路克·紐伯瑞在豆瓣上的资料（简体中文）
- 路克·紐伯瑞在时光网上的簡介（简体中文）